# Total War: Warhammer II
Total War: Warhammer II ist der elfte Teil der Computer-Strategiespielserie Total War und Nachfolger von Total War: Warhammer des britischen Entwicklerstudios Creative Assembly. Das Spiel erschien am 28. September 2017 für Microsoft Windows. Am 20. November 2018 veröffentlichte Feral Interactive das Spiel für Mac OS und Linux.
Am 17. Februar 2022 erschien die Fortsetzung Total War: Warhammer III, welches die Kampagnenkarten der ersten beiden Teile um weitere Landmassen, Völker und Fraktionen der Warhammer-Welt erweitert. Ziel der Entwickler ist es, alle 15 großen Fraktionen der achten Edition der Tabletop-Vorlage Warhammer Fantasy von Games Workshop in das Spiel zu integrieren.

## Handlung
Mit dem zweiten Teil der Reihe wird die Spielwelt um die Hochelfen, Dunkelelfen, Echsenmenschen und Skaven erweitert. Schauplatz ist die „Neue Welt“, bestehend aus den Kontinenten Naggaroth, die eisige Heimat der Dunkelelfen, im Norden und Lustria, die große von heißen Dschungeln dominierte Landmasse und Heimat der Echsenmenschen, im Süden. Hinzu kommen der zwischen der „Alten“ und „Neuen Welt“ gelegene, ringförmige Inselkontinent Ulthuan, das Reich der Hochelfen, und der mit Wüsten und Tropen bedeckte Kontinent Südlande, südlich der „Alten Welt“. In den neuen Gebieten finden sich neben den vier neuen Fraktionen auch Kolonien und Reiche der bereits im ersten Teil vorkommenden Völker.
In Total War: Warhammer II dreht sich alles um den Kampf über die Kontrolle des „Großen Mahlstroms“. Er zieht die Magie der Welt in Form eines mächtigen Strudels von der ganzen Welt ab und fokussiert sie im Zentrum des Hochelfen-Inselreichs Ulthuan. Aufgrund der Existenz des Mahlstroms können Chaos-Dämonen nur kurze Zeit fernab der Warptore existieren, und das Chaos wird daran gehindert, die gesamte Warhammer-Welt zu überwältigen.

## Spielprinzip
Wie bereits im Vorgänger, verfügt jede Rasse bzw. Fraktion über ihre ganz eigene Spielmechanik. Neu ist, dass es nun fraktionsunabhängig möglich ist, alle Provinzen einzunehmen. Dafür wurde eine neue Klimazonen-Spielmechanik implementiert, welche den Fraktionen Vor- und Nachteile bei der Besiedlung verschiedener Geländearten vergibt.
Spielziel ist die Kontrolle über den „Großen Mahlstrom“. Der Mahlstrom kann mittels Ritualen kontrolliert werden, welche durch Ressourcenpunkte erkauft und freigeschaltet werden. Wenn ein Ritual eingeleitet wurde, werden von der jeweiligen Fraktion die drei wichtigsten Städte mit dem Mahlstrom verbunden und müssen sich mehrere Runden gegen Armeen des Chaos verteidigen. Auch kann man die Rituale der feindlichen Fraktionen unterbrechen, indem man deren Ritualstätten, also deren wichtigste Städte, erobert. Dafür kann der Spieler auch KI-gesteuerte „Interventionsstreitkräfte“ anwerben und gegen den Feind schicken. Ist dem Spieler eine Fraktion mit dem Abschluss aller Riten zuvorgekommen, kann er als letztes Mittel eine Armee zu einer finalen Schlacht teleportieren, um deren Sieg zu vereiteln.
Die Ritualsieg-Bedingung lässt sich in der Kampagne in den Spieleinstellungen nicht deaktivieren, dafür kann der Spieler optional aber auch einen Vorherrschaftsieg erringen, indem er alle Erzfeind-Fraktionen besiegt und mit seinen Streitkräften, Verbündeten und Vasallen 50 Provinzen kontrolliert.

## Rezeption
Das Spiel erhielt überwiegend gute Kritiken. Laut PC Games verfüge Total War: Warhammer II über eine gesunde Mischung aus Herausforderung, Spannung und Belohnung, die es zu einem „großartigen“ Spiel machen. GameStar kommt zu dem Schluss, dass das Spiel fast alles besser mache als der Vorgänger, nur die nach Meinung des Redakteurs wichtigste Neuerung, die Ritualmechanik, sei unausgegoren.

„Rundum verbesserter Nachfolger und großartiges RTS – wenn man seine wichtigste Neuerung so weit wie möglich ignoriert.“

## Erweiterungen
Herunterladbare Inhalte (DLCs) für Total War: Warhammer II:
| Name                       | Veröffentlicht     | Inhalt |
| -------------------------- | ------------------ | --- |
| Reiche der Sterblichen     | 26. Oktober 2017   | Der DLC Reiche der Sterblichen (Mortal Empires), fügt eine neue Großkampagne hinzu. In Mortal Empires können alle Rassen und Fraktionen aus beiden Teilen auf einer – dem Spielfluss geschuldeten – komprimierten und leicht abgewandelten Warhammer-Weltkarte, auf der die „Alte“ und die „Neue Welt“ zusammengelegt wurden, gespielt werden. Dabei wird die Mahlstrom-Kampagne aus dem zweiten Teil durch eine wahlweise kurze oder lange Eroberungskampagne ersetzt. |
| Blood for the Blood God II | 26. Oktober 2017   | Blood for the Blood God II (Blut für den Blutgott II) ist ein Gore-DLC |
| Rise of the Tomb Kings     | 23. Januar 2018    | Rise of the Tomb Kings erweitert das Spiel um die Mahlstrom- und Reiche-der-Sterblichen-Kampagne um die Gruftkönige von Khemri und dessen Untotenarmeen. |
| The Queen & The Crone      | 31. Mai 2018       | The Queen & The Crone bringt zwei neue Kommandanten und neue Einheiten für Hoch- und Dunkelelfen ins Spiel. |
| Curse of the Vampire Coast | 8. November 2018   | Curse of the Vampire Coast bringt die Fraktion der Vampirküste mit vier Kommandanten für beide Kampagnen ins Spiel. |
| The Prophet & The Warlock  | 17. April 2019     | The Prophet & The Warlock (Der Prophet und der Hexenmeister) bringt zwei Kommandanten und neue Einheiten für Echsenmenschen und Skaven ins Spiel. |
| The Hunter and The Beast   | 11. September 2019 | The Hunter and The Beast (der Jäger und das Monster) bringt zwei Kommandanten und neue Einheiten für Imperium und Echsenmenschen ins Spiel. |
| The Shadow & The Blade     | 12. Dezember 2019  | The Shadow and The Blade (der Schatten und die Klinge) bringt zwei neue Kommandanten für Skaven und Dunkelelfen ins Spiel. |
| The Warden & the Paunch    | 21. Mai 2020       | The Warden & the Paunch (der Wächter und der Fettsack) bringt zwei neue Kommandanten für Hochelfen und Grünhäute ins Spiel. |
| The Twisted & The Twilight | 3. Dezember 2020   | The Twisted & The Twilight (Der Verdrehte und das Zwielicht) bringt zwei neue Kommandanten für die Waldelfen und Skaven ins Spiel. |
| The Silence & The Fury     | 14. Juli 2021      | The Silence & The Fury (Der Stille und Der Wütende) bringt zwei neue Kommandanten für die Echsenmenschen und Tiermenschen ins Spiel. |